# Mazus pumilus
Mazus pumilus är en tvåhjärtbladig växtart som först beskrevs av Nicolaas Laurens Nicolaus Laurent Burman, och fick sitt nu gällande namn av Cornelis Gijsbert Gerrit Jan van Steenis. Mazus pumilus ingår i släktet Mazus och familjen Mazaceae.

## Underarter
Arten delas in i följande underarter:
- M. p. delavayi
- M. p. macrocalyx
- M. p. wangii